# Maria Taylor
Maria Taylor, née le 21 mai 1976 à Birmingham (Alabama), est une autrice-compositrice-interprète d'indie folk et d'indie rock américaine.

## Biographie
En compagnie d'Orenda Fink, elle crée un premier groupe du nom de little red rocket et fait quelques concerts acoustiques. Peu de temps après, Maria Taylor et Orenda Fink sont approchées par Brian Causey de Warm Records et se consacrent toutes deux entièrement à leur nouveau projet commun : Azure Ray, groupe avec lequel elles sortent 7 albums dont November, Hold on Love, Burn and Shiver et Azure Ray. Elles se sont rencontrées à quinze ans aux beaux arts d’Alabama et sont toutes deux issues de Bright Eyes. Maria Taylor et Orenda Fink ont aussi fait partie du groupe Now It's Overhead, également chez Saddle Creek Records.
Elle joue de plusieurs instruments, comme le piano, la guitare et la batterie. Elle a également collaboré avec des groupes et artistes tels que Bright Eyes, Moby, Abra Moore, David Barbe et Crooked Fingers.

## Discographie

### Solo
- 11:11 (2005, Flower Moon Records)
- Lynn Teeter Flower (2007, Saddle Creek)
- Savannah Drive (with Andy LeMaster) (2008, Flower Moon Records)
- LadyLuck (2009, Flower Moon Records)
- Overlook (2011, Saddle Creek)
- Something About Knowing (2013, Saddle Creek)
- In the Next Life (2016, Flower Moon Records)

Elle a tourné les clips de Song Beneath The Song et A Good Start.

### Avec Azure Ray
Albums studio
- Azure Ray (2001, Flower Moon Records)
- Burn and Shiver (2002, Flower Moon Records)
- Hold On Love (2003, Saddle Creek)
- Drawing Down the Moon (2010, Saddle Creek Records)
- As Above So Below (2012, Saddle Creek Records)
- Remedy (2021, Flower Moon Records)